# Accuracy in Media
Accuracy in Media (AIM) è un'organizzazione statunitense senza fini di lucro di orientamento conservatore, fondata nel 1969 dall'economista Reed Irvine con l'obiettivo di promuovere l'accuratezza e l'equità nell'informazione da parte dei mezzi di comunicazione. AIM ha assunto nel tempo diverse posizioni controverse in materia di conflitti armati, diritti umani, politica interna statunitense, politica internazionale, questioni ambientali e questioni sanitarie. 
Accuracy in Media ha sostenuto la guerra del Vietnam e ha accusato i media statunitensi di pregiudizi che avrebbero contribuito alla perdita del conflitto da parte degli Stati Uniti. All'epoca della presidenza di Ronald Reagan, AIM ha criticato i rapporti giornalistici sul massacro di El Mozote durante la guerra civile di El Salvador. Durante l'amministrazione di Bill Clinton, ha promosso idee complottiste sul suicidio di Vince Foster, consigliere giuridico del presidente. Durante l'amministrazione di George W. Bush, AIM ha accusato i media statunitensi di pregiudizi contro la guerra in Iraq. In occasione delle elezioni presidenziali del 2008, ha criticato Barack Obama descrivendolo come un candidato radicale. AIM ha criticato l'Organizzazione delle Nazioni Unite e ha condotto una campagna contro la firma da parte degli Stati Uniti della Convenzione delle Nazioni Unite sul diritto del mare. AIM si oppone al consenso scientifico sui cambiamenti climatici e ha criticato i resoconti dei media sul riscaldamento globale. AIM ha anche criticato la risposta dei media alla pandemia di COVID-19.

## Storia
Accuracy in Media (AIM) è stata fondata nel 1969 da Reed Irvine, economista presso la Federal Reserve Bank. Secondo il Washington Post, mentre Irvine lavorava alla Federal Reserve, i colleghi con cui pranzava spesso "si lamentavano che i punti di vista conservatori non erano stati adeguatamente riportati dai media", per cui Irvine ha fondato AIM nel tentativo di cambiare questo stato di cose. Si dice anche che Irvine si sia deciso ad avviare l'organizzazione dopo la Convenzione Nazionale Democratica del 1968 perché pensava che le reti dei media tradizionali fossero eccessivamente in sintonia con i manifestanti contro la guerra del Vietnam.
Al fine di ridurre ciò che percepisce come pregiudizio da parte dei media, AIM lavora per "indagare sui reclami, portare casi comprovati ai massimi funzionari dei media, cercare correzioni e mobilitare la pressione pubblica per intraprendere azioni correttive".            
Reed Irvine e l'allora segretario esecutivo di AIM Abraham Kalish, hanno inviato lettere ai direttori di molti giornali e riviste che essi hanno identificato come di parte e hanno riportato notizie a loro avviso tendenziose. Se il giornale ha rifiutato la lettera, AIM ha acquistato spazio e pubblicato la lettera su quel giornale. A partire dal 1975, Accuracy in Media ha iniziato ad acquistare azioni nelle principali società di media, consentendo a Irvine di partecipare alle riunioni annuali degli azionisti. Irvine ha sfruttato queste opportunità per esprimere le preoccupazioni di AIM ai proprietari delle varie società.
Dopo la morte di Irvine nel 2004, la presidenza dell'organizzazione è stata assunta dal figlio di Reed, Don, che nel 2005 ha aggiunto alle consuete attività di AIM l’American Journalism Center (AJC), un programma di stage per studenti di giornalismo di orientamento conservatore. Don Irvine ha definito suo padre un "anticomunista irriducibile".
Nel 2020, la presidenza di AIM è stata assunta da Adam Guillette.

## Controversie

### Guerre e terrorismo
Durante la guerra del Vietnam, AIM ha criticato i resoconti dei media sugli effetti dannosi dell'Agente Arancio, un erbicida militare con effetti nocivi sulla salute degli esseri umani. AIM ha poi accusato i media statunitensi per la perdita nella guerra del Vietnam. In seguito AIM ha criticato la serie di documentari della PBS del 1983 Vietnam: A Television History definendola filo-comunista. In risposta alla serie della PBS, Accuracy in Media ha preparato il documentario Television's Vietnam: The Real Story, che secondo il New York Times è stato uno dei più grandi successi di AIM.
Sotto la presidenza di Bill Clinton, AIM ha accusato l'alleanza che ha condotto l'intervento della NATO in Kosovo nel 1999 di aver distorto la situazione in Kosovo e di aver mentito sul numero di morti tra i civili al fine di giustificare il coinvolgimento degli Stati Uniti nel conflitto.
Durante la presidenza di George W. Bush, AIM ha sostenuto la guerra in Iraq e ha accusato i media di pregiudizi contro la guerra in Iraq nel 2007. Nel 2008, intervenendo sulle polemiche riguardanti il trattamento dei prigionieri nel campo di prigionia di Guantanamo, AIM ha affermato in un articolo che i detenuti del campo di prigionia "stanno godendo delle condizioni di vita in un hotel" e che la tortura è ciò che "la sinistra associa a tutto ciò che mette a disagio un terrorista accusato", asserendo in un sottotitolo dell'articolo che "Il waterboarding non è tortura".
In occasione dell'attacco terroristico di Bengasi del 2012, AIM ha accusato i media di presunti pregiudizi nella cronaca dei fatti.

### Diritti umani
Nel 1982, durante la presidenza di Ronald Reagan, il giornalista del New York Times Raymond Bonner ha raccontato la storia del massacro avvenuto nel dicembre del 1981 durante la guerra civile di El Salvador nel villaggio di El Mozote ad opera di un reparto dell'esercito salvadoregno. Il rapporto è stato fortemente criticato dal governo statunitense e da AIM, per cui Bonner è stato rimosso dalla copertura di El Salvador e assegnato al settore finanziario; il giornalista ha deciso in seguito di dimettersi dal giornale. Un'indagine forense effettuata anni dopo sul luogo del massacro ha confermato l'accuratezza del rapporto di Bonner.

### Teorie del complotto sul suicidio di Vince Foster
AIM ha ricevuto un consistente finanziamento dal miliardario conservatore Richard Mellon Scaife che ha pagato il giornalista Christopher W. Ruddy per indagare sulle accuse secondo cui il presidente Bill Clinton era coinvolto nel suicidio del consigliere giuridico della Casa Bianca Vince Foster; AIM ha sostenuto che "Foster è stato assassinato", il che è contrario a tre rapporti indipendenti tra cui uno di Kenneth Starr. AIM ha incolpato i media per non aver preso atto della cospirazione e si è impegnata per la divulgazione delle fotografie della scena della morte di Foster ai sensi del Freedom of Information Act (FOIA). La sua causa per costringere alla divulgazione delle foto è stata negata dalla Corte Distrettuale di Columbia nella sentenza di primo grado, confermata all'unanimità dalla Corte di Appello del Distretto di Columbia. 
AIM ha accreditato gran parte dei rapporti a Ruddy sul caso Foster.  Tuttavia, il lavoro di Ruddy è stato definito una "bufala" e "screditato" da giornalisti conservatori come Ann Coulter ed è stato anche contestato dalla rivista di orientamento conservatore American Spectator, cosa che ha indotto Scaife a porre fine al suo finanziamento delle inchieste contro Clinton. Come ha spiegato la CNN il 28 febbraio 1997, "il rapporto [Starr] confuta le affermazioni di organizzazioni politiche conservatrici secondo cui Foster è stato vittima di un complotto per omicidio e di insabbiamento", ma "nonostante questi risultati, i gruppi politici di destra hanno continuato per sostenere che c'era dell'altro nella morte e che il presidente e la First Lady hanno cercato di insabbiarlo".

### Barack Obama
Nel 2008, AIM ha descritto Barack Obama, che all'epoca era un candidato alle elezioni presidenziali del 2008, come "il candidato più radicale che sia mai stato sull'orlo dell'acquisizione della nomina presidenziale del suo partito. È evidente che è un membro di un movimento socialista internazionale". AIM ha intitolato uno dei suoi rapporti: "Barack Obama è una talpa marxista?". In vista delle elezioni del 2008, l'AIM ha scritto, "c'è un modello di persone che odiano l'America che si presentano nei momenti critici della vita e della carriera di Obama per influenzarlo e consigliarlo".

### Nazioni Unite
AIM è stata critica nei confronti dell'Organizzazione delle Nazioni Unite (ONU) e della copertura nei loro confronti da parte dei media. Nel febbraio 2005, AIM ha affermato che i corrispondenti delle Nazioni Unite, incluso Ian Williams, un corrispondente di The Nation, avevano accettato denaro dall’ONU per i loro articoli riguardanti le Nazioni Unite. AIM ha anche affermato che l'Associazione dei corrispondenti delle Nazioni Unite potrebbe aver violato le leggi sull'immigrazione impiegando la moglie della Williams. Sia Williams che The Nation hanno negato di avere commesso illeciti. 
AIM ha condotto una campagna contro la firma da parte degli Stati Uniti riguardo alla Convenzione delle Nazioni Unite sul diritto del mare (UNCLOS). AIM ha scritto: "UNCLOS è un piede sulla porta per un'agenda internazionale ad ampio raggio... La sopravvivenza degli Stati Uniti d'America come nazione sovrana è in bilico".

### Cambiamenti climatici
AIM rifiuta il consenso scientifico sul cambiamento climatico. In proposito, AIM ha scritto nel 2008 che "la teoria del riscaldamento globale provocato dall'uomo è progettata per aumentare il controllo del governo sulla nostra economia e sulle nostre vite attraverso tasse più elevate e razionamento energetico". 
Nel novembre 2005, l'editorialista di AIM Cliff Kincaid ha criticato Fox News per aver trasmesso il programma The Heat is On, che ha riferito che il riscaldamento globale rappresenta un problema serio (il programma è stato trasmesso con un avviso letto prima della trasmissione, in cui si specificava che sarebbe stata presentata una posizione su cui altri esperti e cittadini non erano d'accordo). Kincaid ha sostenuto che il pezzo era unilaterale e ha affermato che questo "scandalo" equivaleva a una "offerta ostile di Fox News". Nel 2006, Kincaid ha criticato Fox News per "inclinazione a sinistra" sulla questione del cambiamento climatico. 
AIM ha criticato i media per non aver dato risalto ad uno studio del 1995 sul cambiamento climatico, che secondo l’organizzazione avrebbe messo in dubbio i cambiamenti climatici. Michael E. Mann, uno degli autori dello studio, ha risposto ad AIM: "Il documento... si è concentrato su una discrepanza tra le osservazioni e le previsioni teoriche del modello climatico, il genere di cose che i negazionisti del cambiamento climatico amano togliere dal contesto e dal clamore. L'organizzazione conservatrice Accuracy in Media ha preso atto dello studio, citando la mancanza di copertura mediatica su di esso come una sorta di prova del pregiudizio dei media nella copertura del cambiamento climatico, qualcosa che, fino ad oggi, trovo sconcertante poiché il documento in realtà trattava un dettaglio tecnico relativamente oscuro dei modelli climatici e non ha sfidato decisamente la visione tradizionale secondo cui l'attività umana stava portando al riscaldamento del globo".

### Pandemia di COVID-19
Nel marzo 2020, il presidente di AIM, Adam Guillette, ha preso posizione sull’epidemia di COVID-19, affermando che i media stanno esagerando la pandemia.